# Flèche wallonne féminine 1998
Cet article concerne l'édition féminine de la Flèche wallonne. Pour la course masculine, voir Flèche wallonne 1998.
La 1re édition de la Flèche wallonne féminine a eu lieu le 15 avril 1998. La course est remportée par la Italienne Fabiana Luperini.

## Parcours
Le parcours est long de 84 km.

## Classement final
| \| Classement général \| Classement général \| Classement général \| Classement général \| Classement général \| \| Coureur \| Coureur \| Pays \| Équipe \| Temps \| \| ------------------ \| ---------------------- \| ------------------ \| ------------------------- \| ------------------ \| \| 1re \| Fabiana Luperini \| Italie \| Mimosa-Sprint \| 2 h 27 min 11 s \| \| 2e \| Pia Sundstedt \| Finlande \| Mimosa-Sprint \| + 9 s \| \| 3e \| Catherine Marsal \| France \| Mimosa-Sprint \| + 31 s \| \| 4e \| Susan Palmer-Komar \| Canada \| \| + 38 s \| \| 5e \| Alessandra Cappellotto \| Italie \| Acca Due O-Lorena Camicie \| + 49 s \| \| 6e \| Yvonne McGregor \| Royaume-Uni \| \| + 50 s \| |                        |             |                           |                 |
| |                        |             |                           |                 |
| |                        |             |                           |                 |
| Classement général |                        |             |                           |                 |
| Coureur | Coureur                | Pays        | Équipe                    | Temps           |
| 1re | Fabiana Luperini       | Italie      | Mimosa-Sprint             | 2 h 27 min 11 s |
| 2e | Pia Sundstedt          | Finlande    | Mimosa-Sprint             | + 9 s           |
| 3e | Catherine Marsal       | France      | Mimosa-Sprint             | + 31 s          |
| 4e | Susan Palmer-Komar     | Canada      |                           | + 38 s          |
| 5e | Alessandra Cappellotto | Italie      | Acca Due O-Lorena Camicie | + 49 s          |
| 6e | Yvonne McGregor        | Royaume-Uni |                           | + 50 s          |